# خداوندكار
خداوندكار (باللغة التركية العثمانية: خداوندگار، بالتركية الحديثة: Hüdavendigar) هي كلمة مشتقة من «خداوند» الفارسية التي تعني: «الأمير» أو «الصاحب» أو «السلطان». وهو لقب السلطان العثماني مراد الأول، وسُميت به مدينة بورصة كذلك.